# Google China
O Google China (谷歌, pinyin: Gǔgē) é um site controlado pelo Google Inc., o maior mecanismo de busca corporativo. O Google China é o segundo mecanismo de pesquisa mais usado na República Popular da China, depois do Baidu. Em 22 de março de 2010, o Google começou a redirecionar todo o tráfego de https://www.google.cn/ para https://www.google.com.hk/, contornando assim as autoridades chinesas e permitindo a pesquisa sem censura.

## História

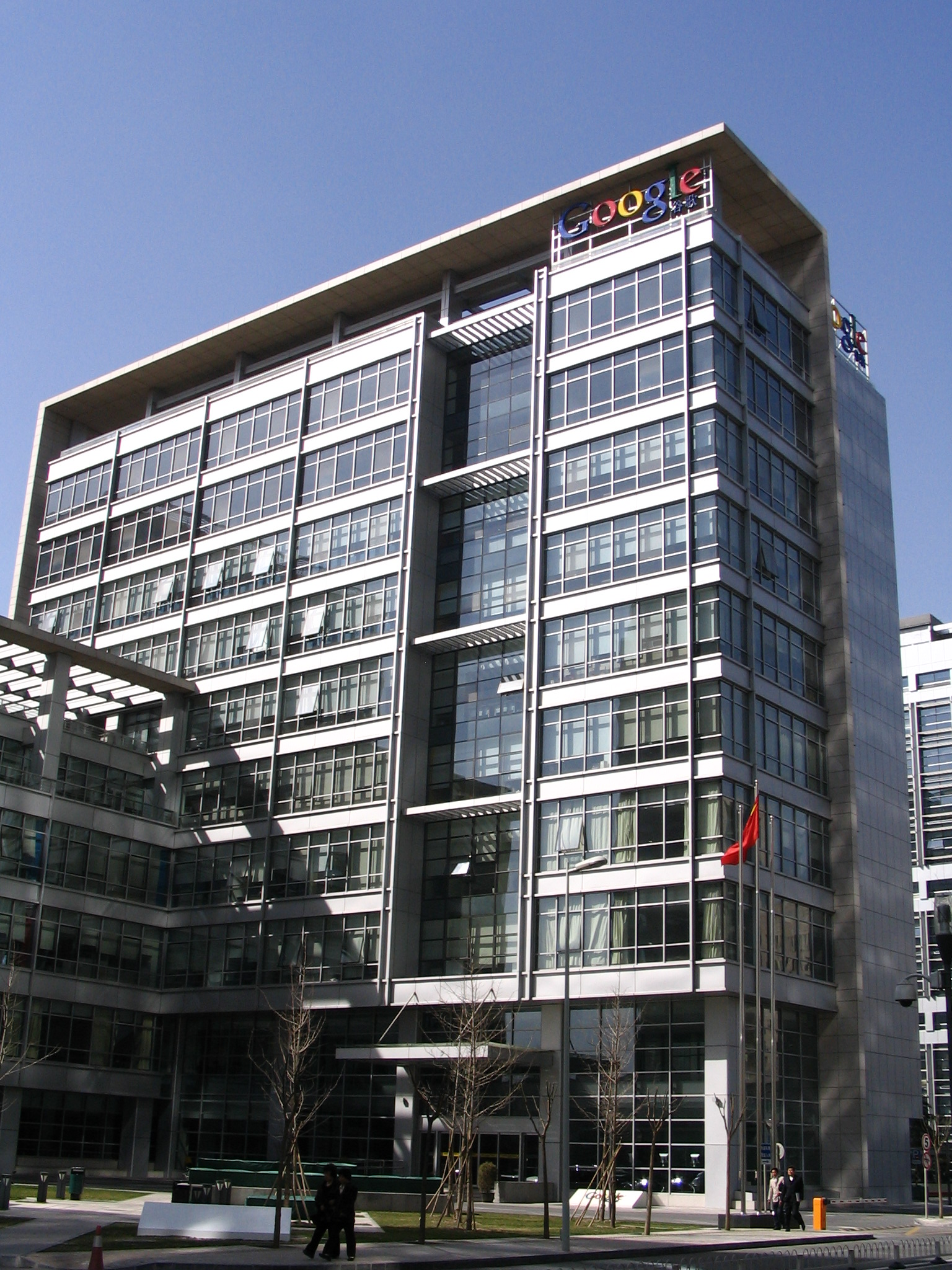
Um escritório da Google em Pequim

O Google China foi fundado pelo Google em 2005 e dirigido por Kai-Fu Lee até 4 de setembro de 2009.
No final de 2009, o Google foi alvo de um ataque cibernético, chamado Operação Aurora, originado na República Popular da China.
A sede inicial do Google China estava localizada na NSC Tower, em Pequim, e depois foi transferida para o Tsinghua Science Park. O novo local está em uso desde 2006.
Em 23 de março de 2010, às 03:00 horas, o Google começou a redirecionar todas as pesquisas do Google.cn para o Google.com.hk.

## Censura
Em 2010, a Google transferiu o seu motor de busca de Pequim para Hong Kong, de forma não oficial, para evitar submeter-se à auto-censura imposta pelo Estado. Em maio de 2012, surgiu uma notificação de interrupção da pesquisa para os utilizadores em caso de censura de uma palavra ou sinograma pelo sistema de censura estatal chinês. A partir de dezembro de 2012, esta notificação foi abandonada pela Google.

## Projeto Dragonfly
Em agosto de 2018, fugas de informação de funcionários da Google sugeriram que a Google estava a trabalhar há mais de um ano para voltar a entrar no mercado chinês com um motor de busca que cumprisse os requisitos do governo chinês. O regresso à divulgação de resultados censurados está a provocar resistência entre os funcionários da empresa5 e organizações de direitos humanos, incluindo a Amnistia Internacional.